# Lijst van vlaggen van Roemeense gemeenten
Dit artikel bevat een lijst van vlaggen van Roemeense gemeenten. Roemenië telt 319 steden (orașe) waarvan 103 met de gemeentelijke status municipiu, en 2686 landelijke gemeenten (comune). Vanwege het (potentieel) grote aantal, worden ze hier niet getoond. Dit lijst toont alleen vlaggen van grote steden met meer dan 35.000 inwoners.

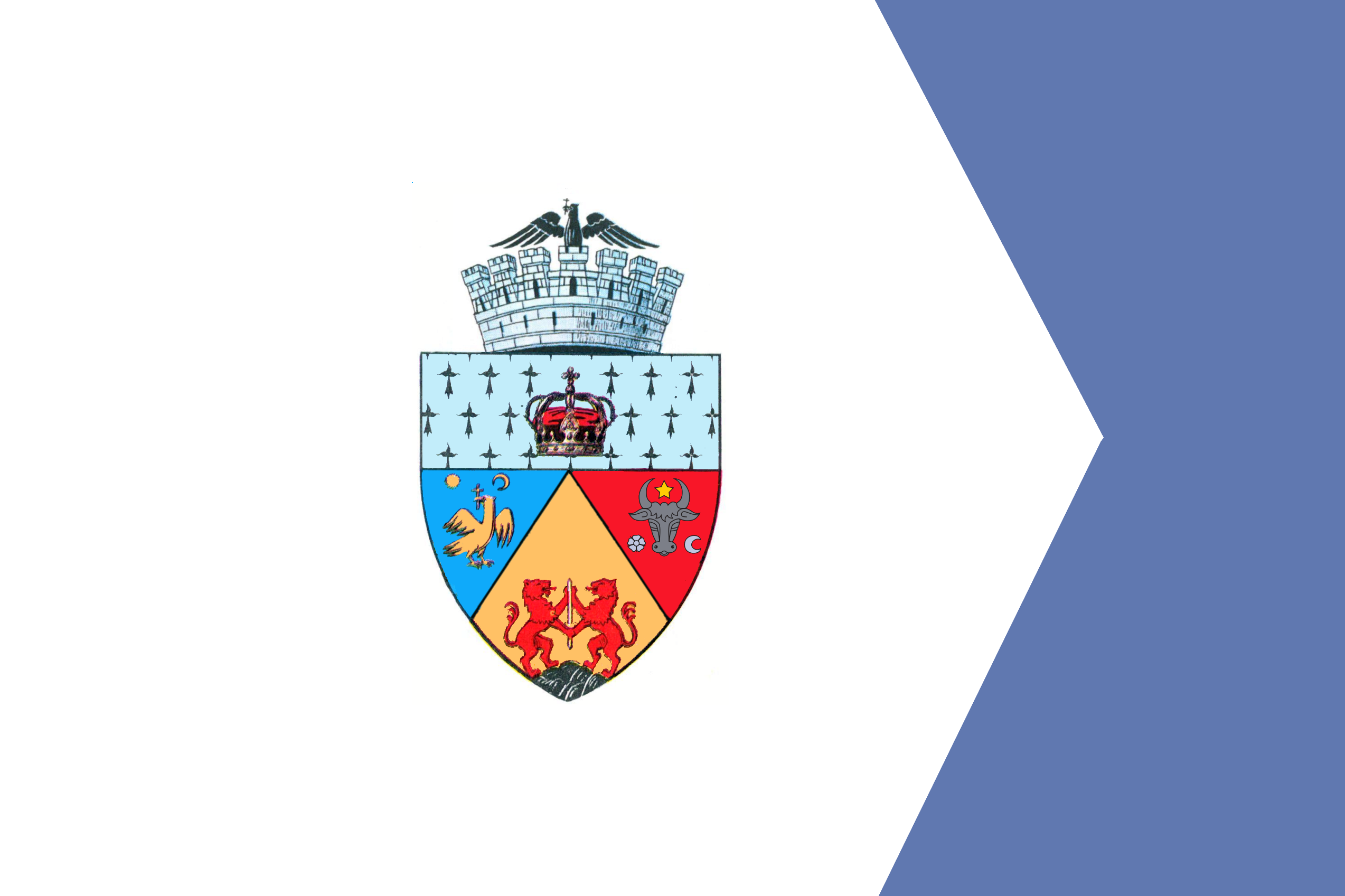
Alba Iulia
Alexandria
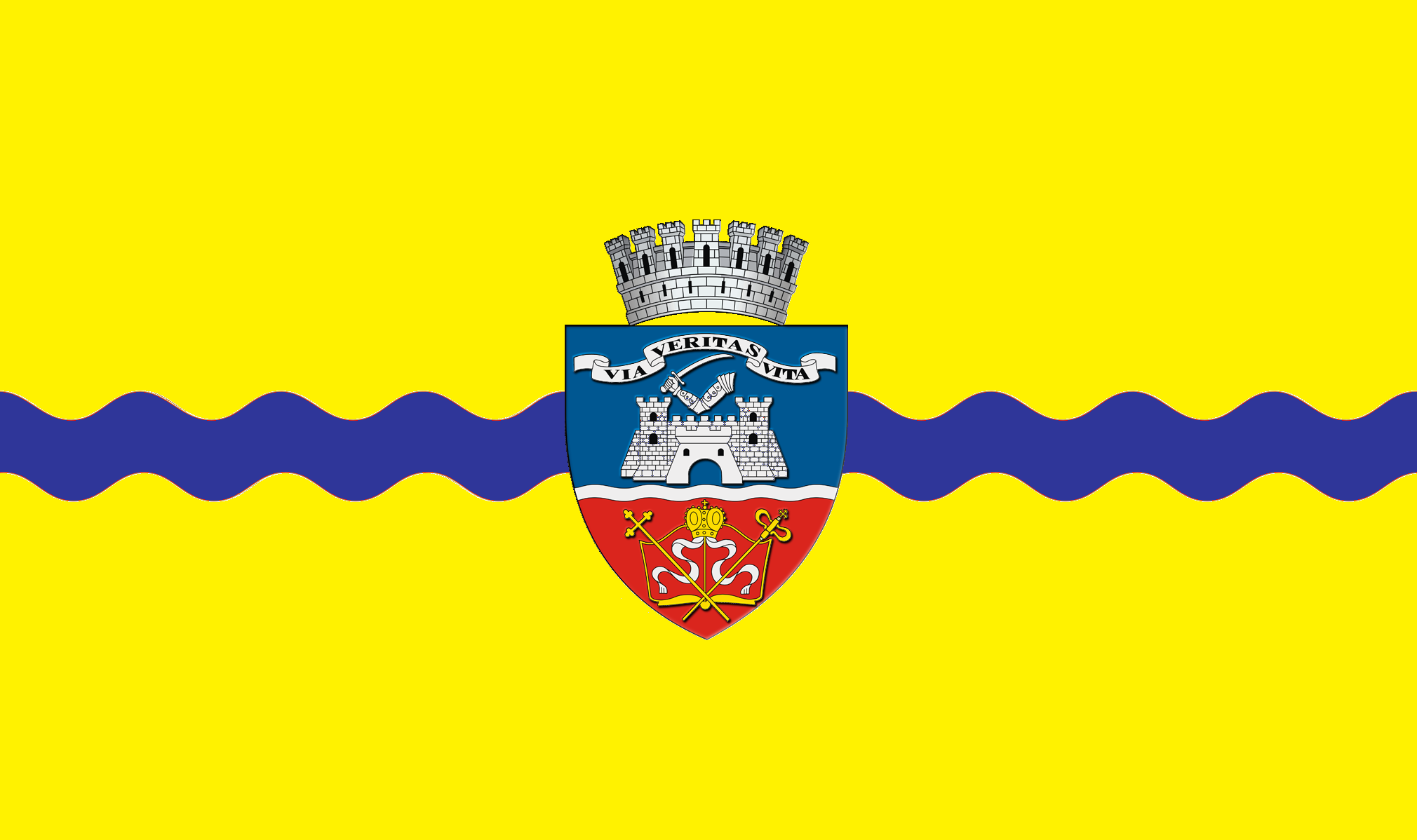
Arad
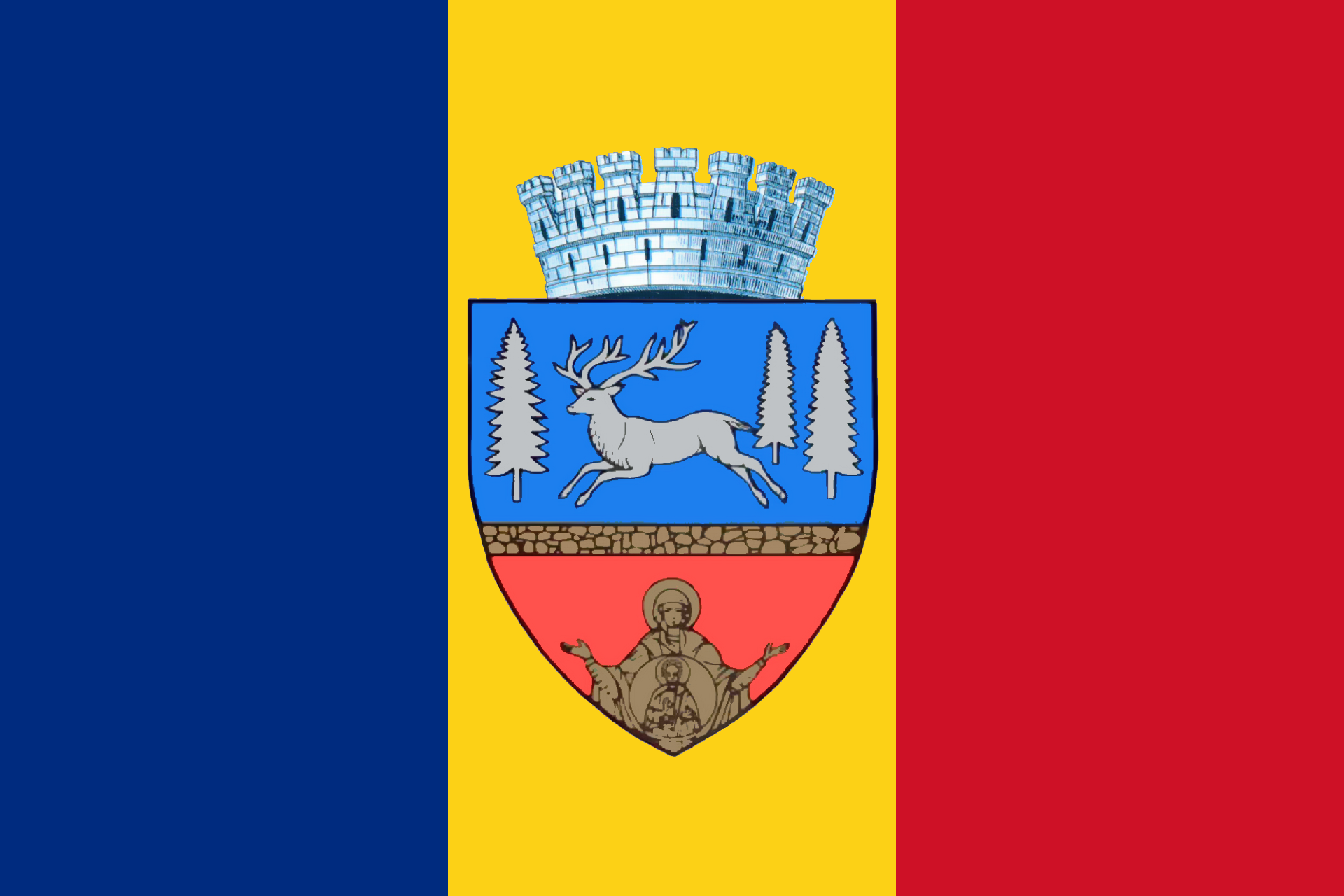
Bacău
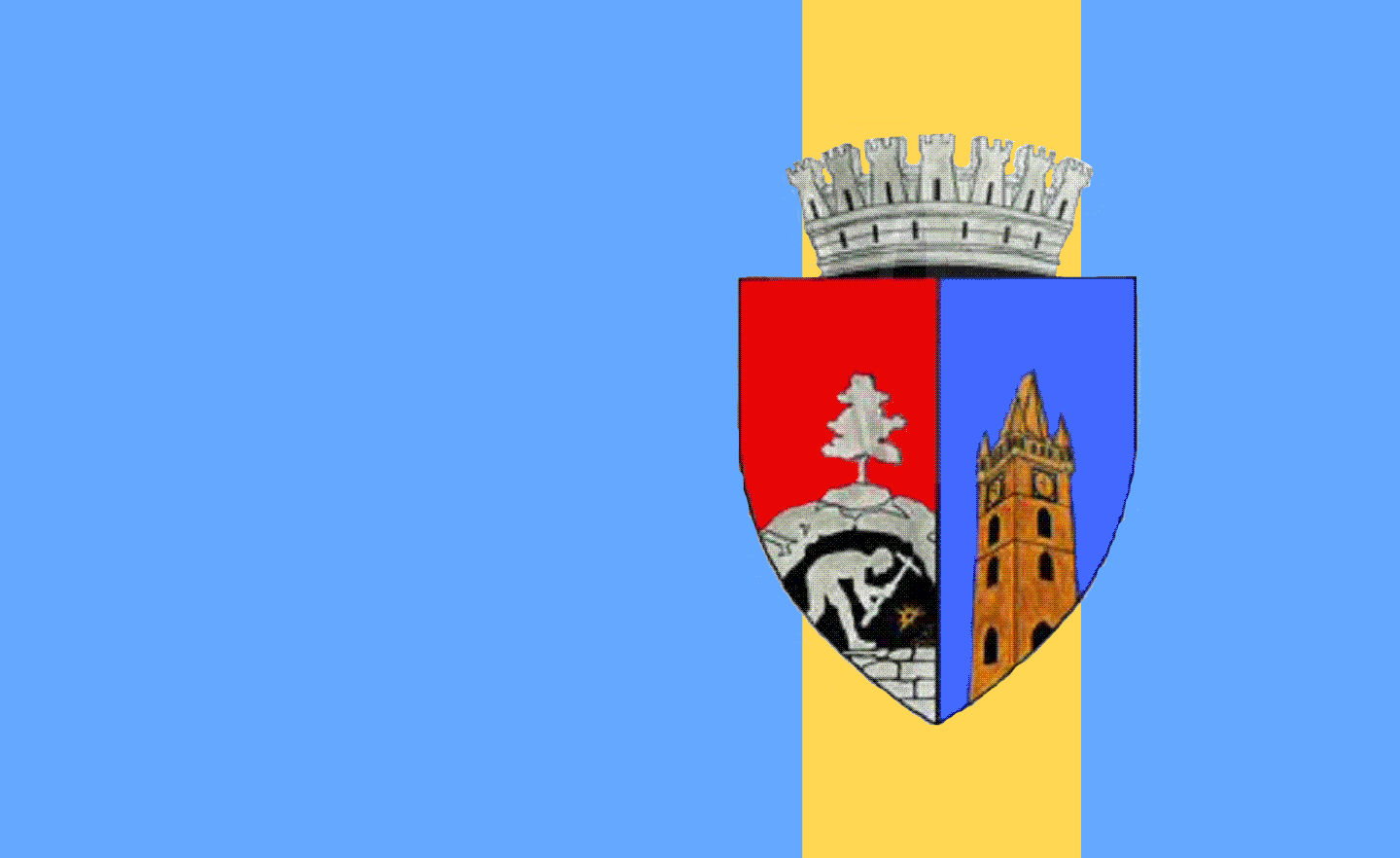
Baia Mare
Bârlad
Bistrița
Boekarest: Vlag
Botoșani
Brăila
Brașov
Buzău
Călărași
Câmpina
Câmpulung
Cluj-Napoca
Constanța
Craiova
Dej
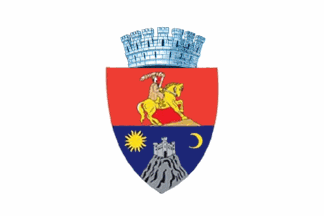
Deva
Drobeta-Turnu Severin
Făgăraș
Focșani
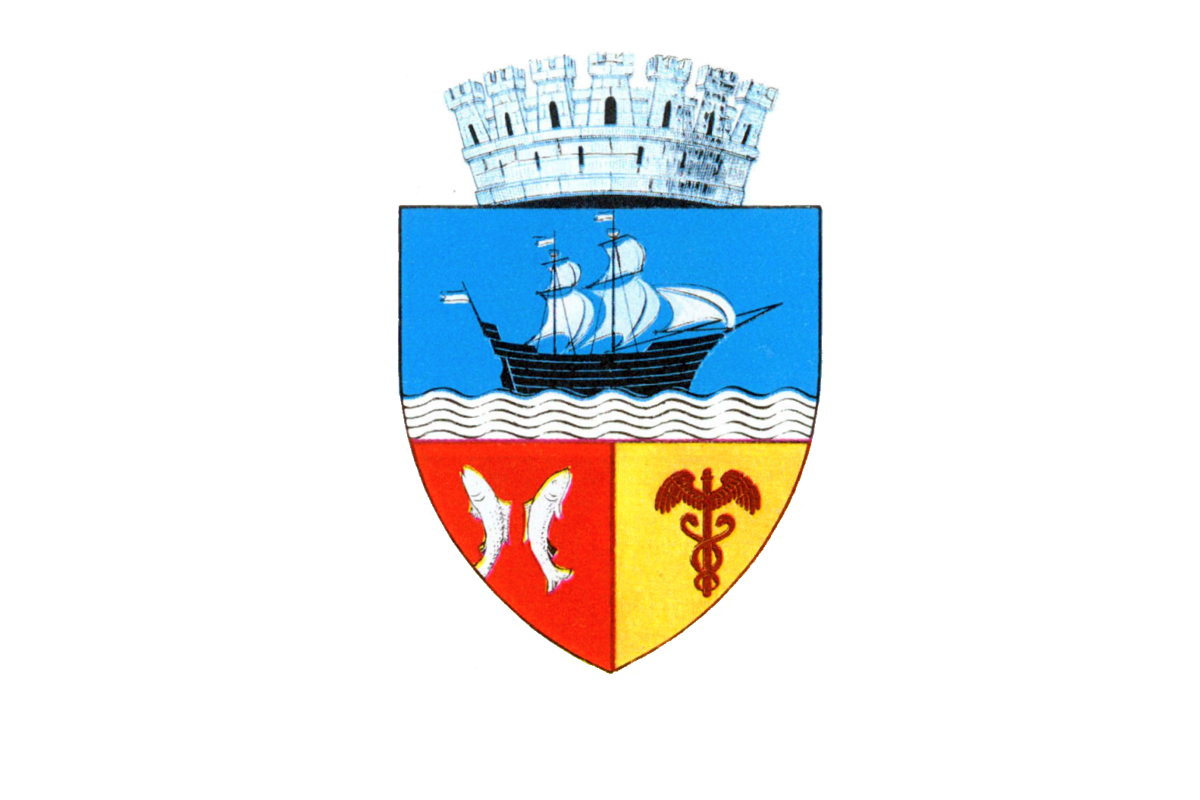
Galați
Giurgiu
Hunedoara
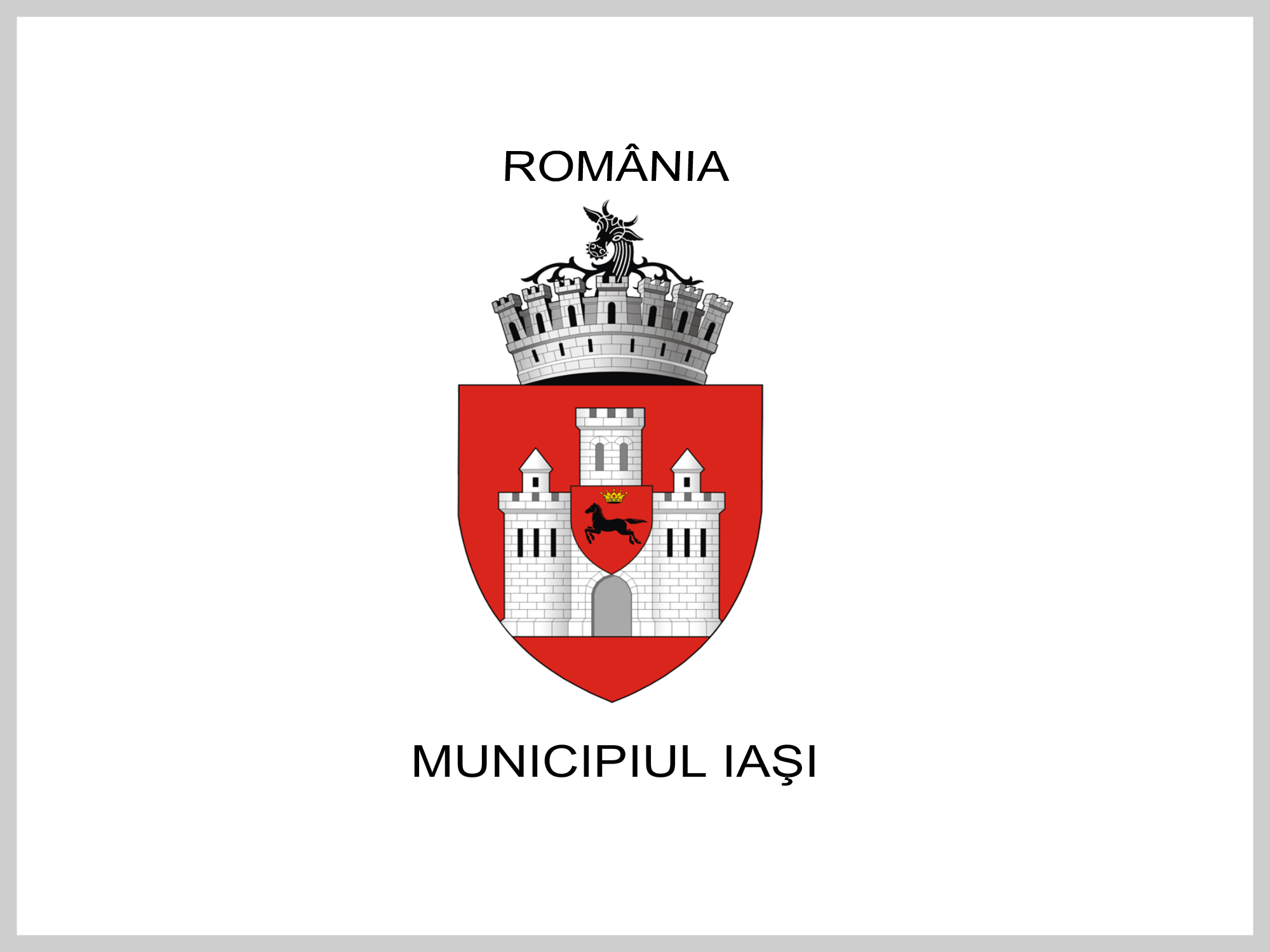
Iași
Lugoj
Mangalia
Medgidia
Mediaș
Miercurea Ciuc
Mioveni
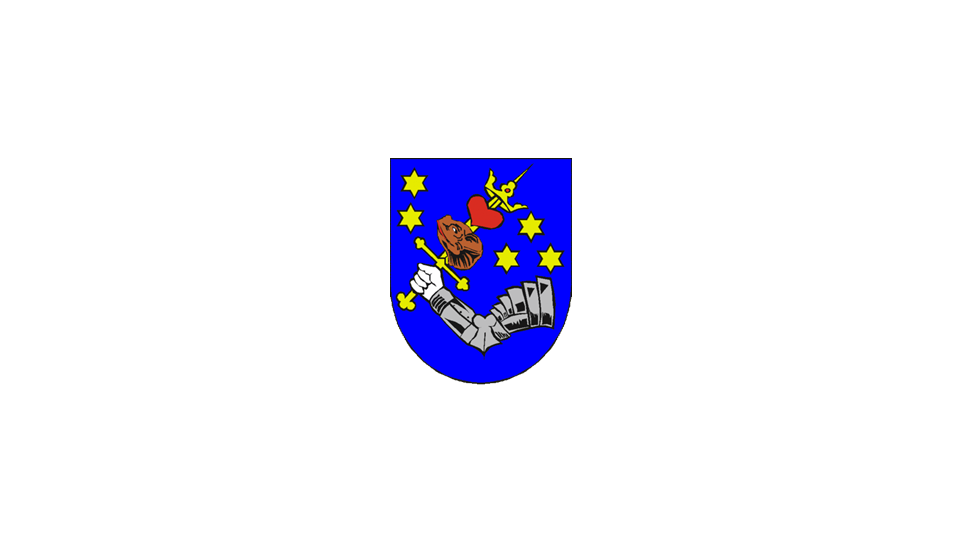
Odorheiu Secuiesc
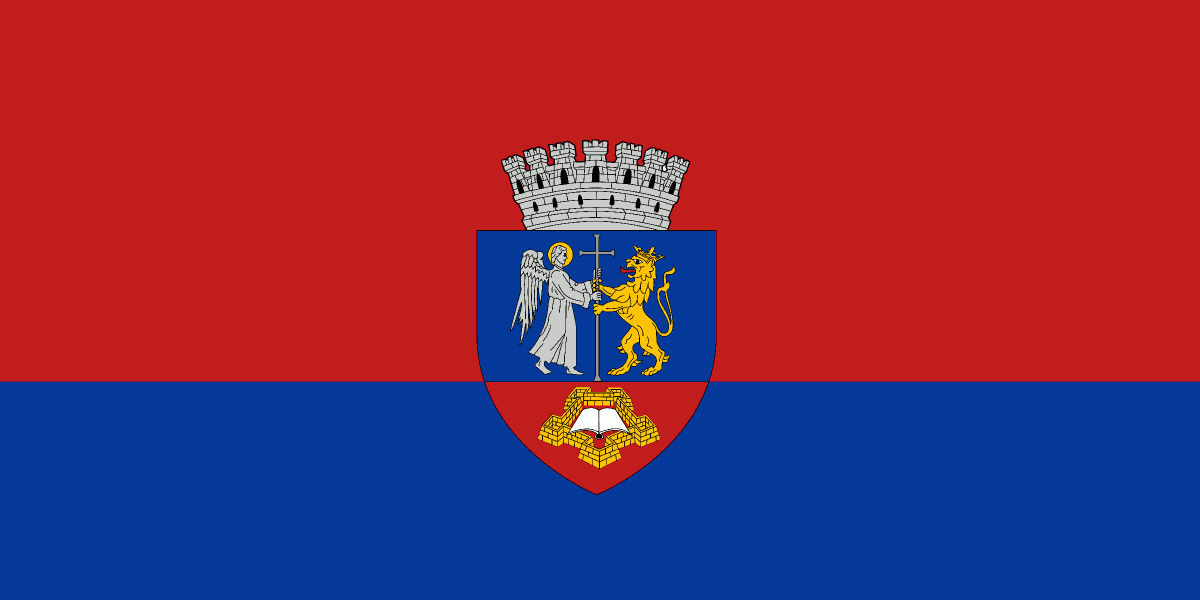
Oradea
Pașcani
Petroșani
Piatra Neamț
Pitești
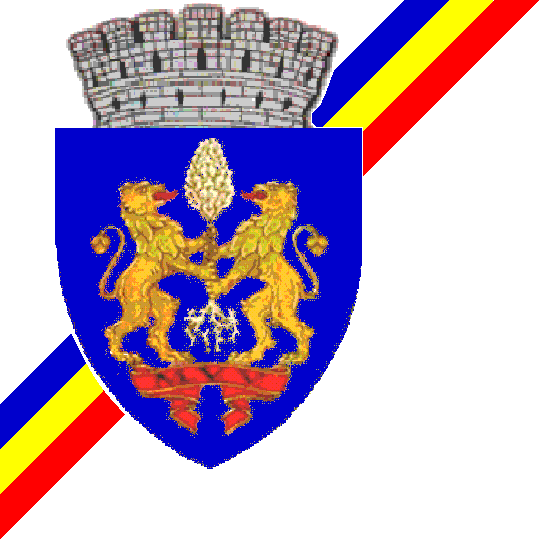
Ploiești
Râmnicu Sărat
Râmnicu Vâlcea
Reghin
Reșița
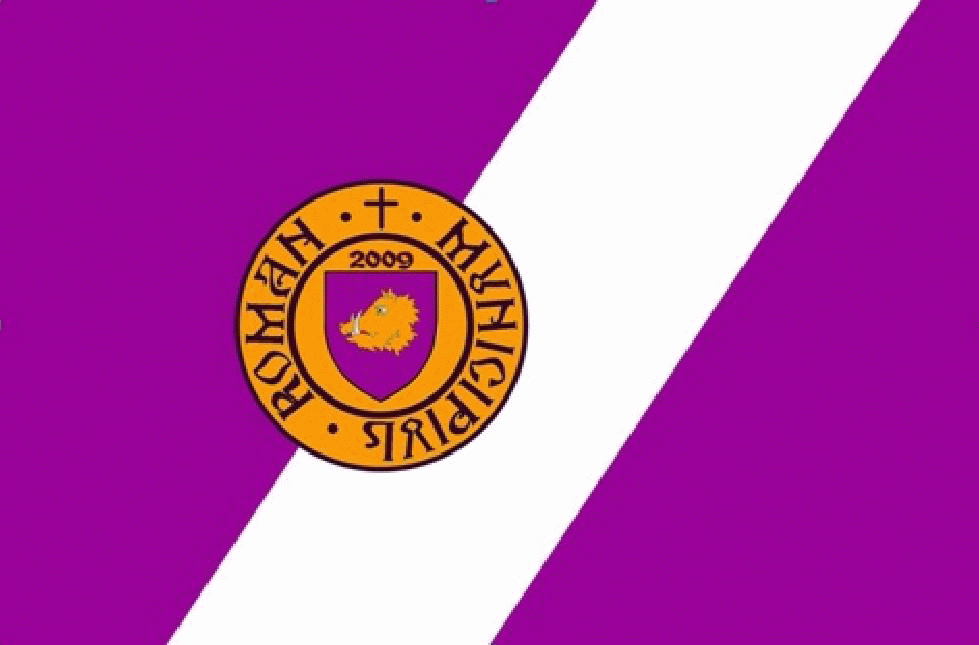
Roman
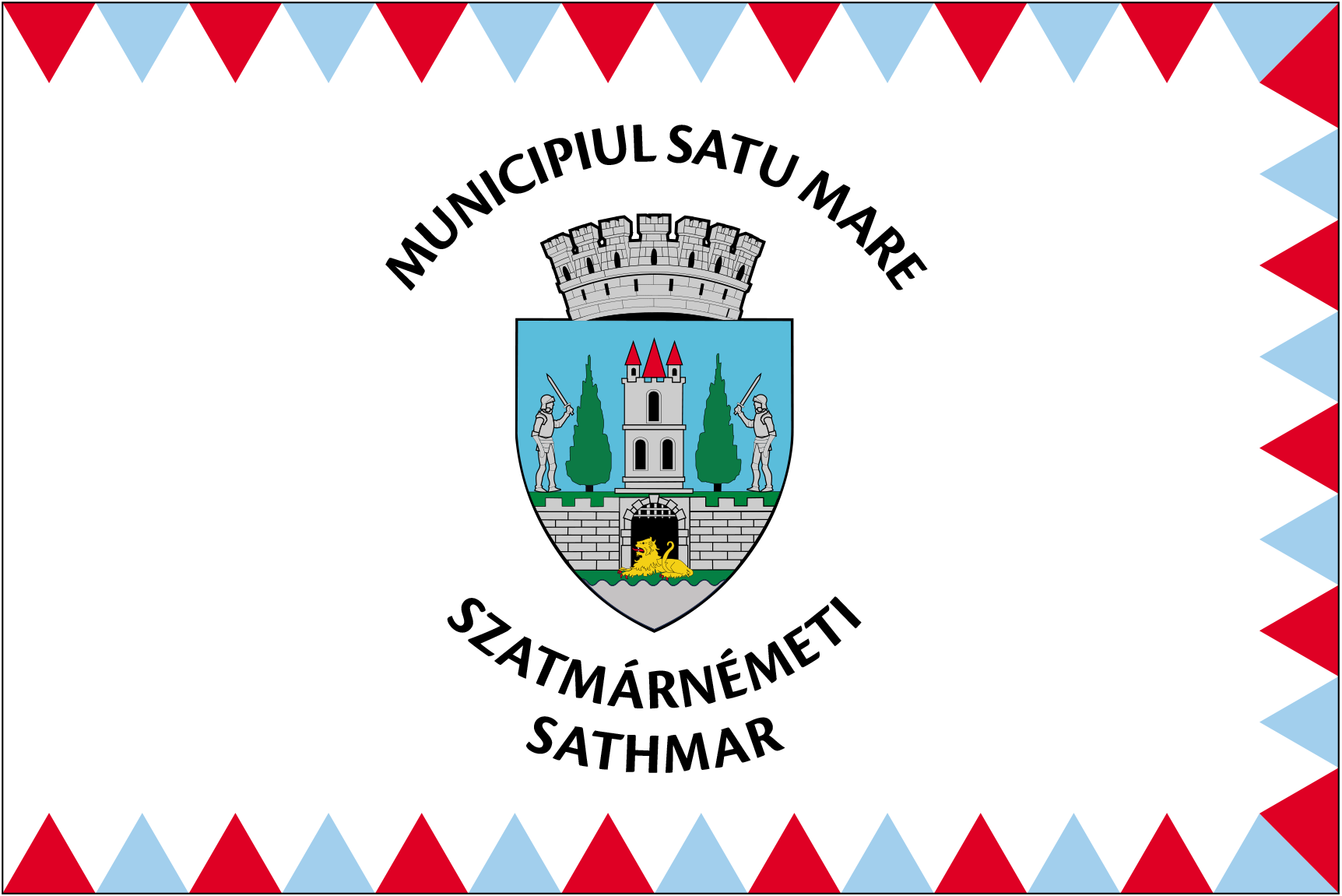
Satu Mare
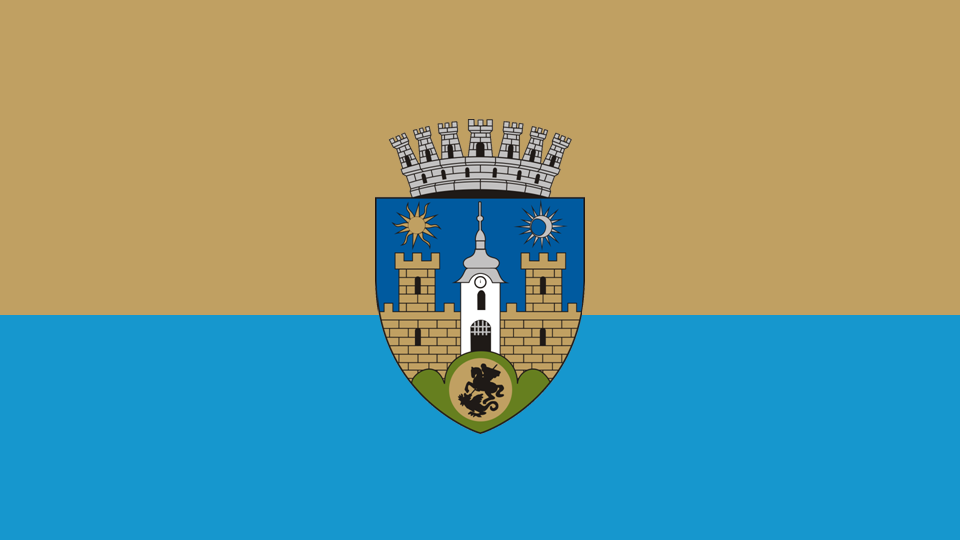
Sfântu Gheorghe
Sibiu
Sighetu Marmației
Slatina
Slobozia
Suceava
Târgoviște
Târgu Jiu
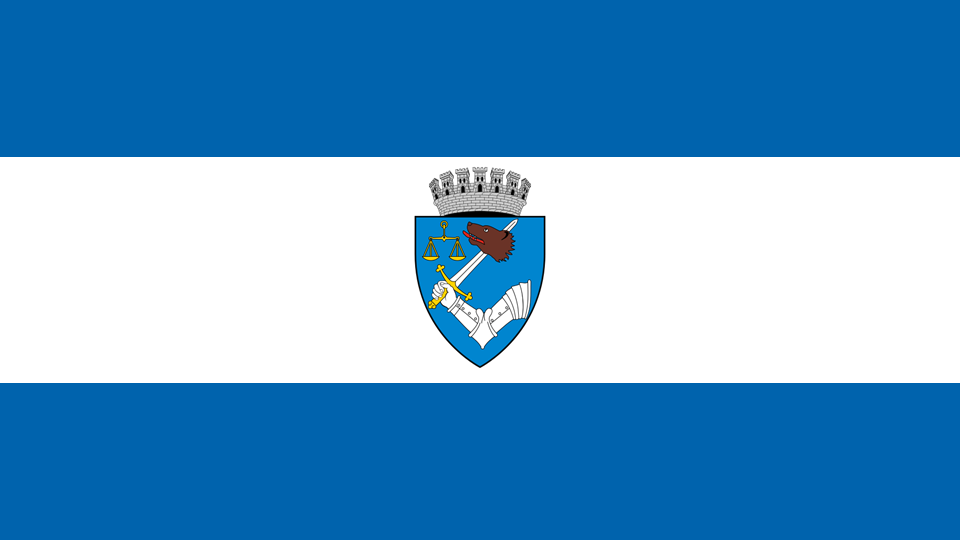
Târgu Mureș
Tecuci
Timișoara
Tulcea
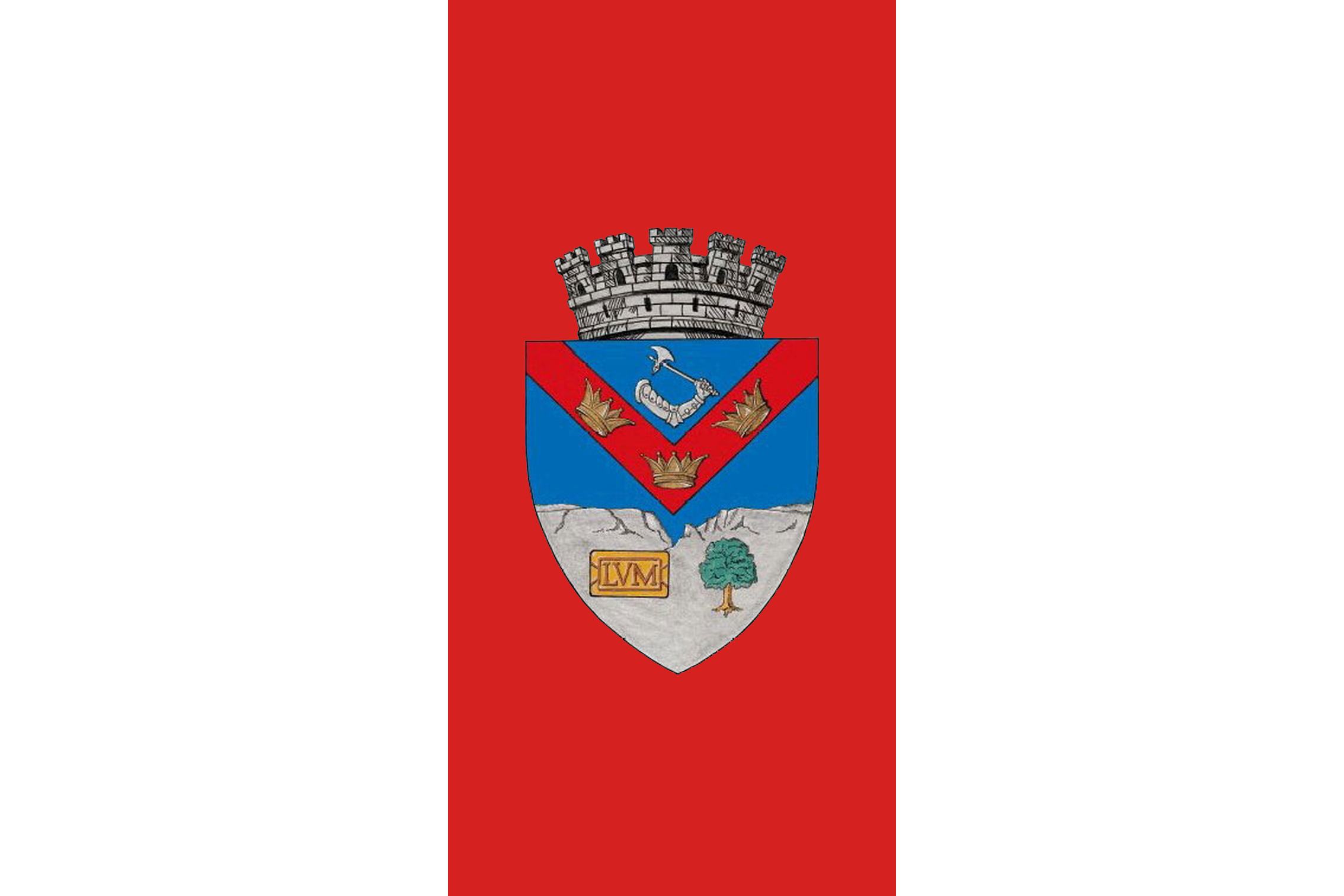
Turda
Vaslui
Zalău

Andorra · Armenië · België · Bosnië en Herzegovina · Brazilië · Bulgarije · Canada · Chili · Colombia · Costa Rica · Denemarken · Duitsland · El Salvador · Estland · Frankrijk · Georgië · Indonesië · Italië · Kroatië · Letland · Liechtenstein · Litouwen · Luxemburg · Malta · Mexico · Montenegro · Nederland · Noord-Macedonië · Noorwegen · Oekraïne · Oostenrijk · Polen · Portugal · Roemenië · Rusland · San Marino · Servië · Slowakije · Spanje · Tsjechië · Venezuela · Verenigd Koninkrijk · Verenigde Staten · Wit-Rusland · Zimbabwe · Zwitserland
Historisch: België · Nederland
Zie ook: Vlaggenlijsten (per land) · Vlaggen van afhankelijke gebieden · Vlaggen van subnationale entiteiten (per land) · Lijst van vlaggen van hoofdsteden